# بارتلیت (نبراسکا)
بارتلیت(به انگلیسی: Bartlett) شهری در ایالت نبراسکا کشور ایالات متحده آمریکا است که جمعیت آن در سرشماری سال ۲۰۱۰ میلادی، ۱۱۷ نفر بوده‌است.